# Dolny Wieprz
Dolny Wieprz este o arie protejată (sit de importanță comunitară — SCI) din Polonia întinsă pe o suprafață de 8.182,3 ha, integral pe uscat.

## Localizare
Centrul sitului Dolny Wieprz este situat la coordonatele 51°34′07″N 22°04′53″E / 51.5685°N 22.0815°E.

## Înființare
Situl Dolny Wieprz a fost declarat sit de importanță comunitară în august 2007 pentru a proteja 1 specie de plante și 6 specii de animale.

## Biodiversitate
Situată în ecoregiunea continentală, aria protejată conține 7 habitate naturale: Lacuri eutrofice naturale cu vegetație de tip Magnopotamion sau Hydrocharition, Râuri cu maluri nămoloase cu vegetație de Chenopodion rubri p.p. și Bidention p.p., Pajiști calcaroase din nisipuri xerice, Liziere de ierburi înalte hidrofile de câmpie și de nivel montan până la alpin, Fânețe de joasă altitudine (Alopecurus pratensis, Sanguisorba officinalis), Mlaștini alcaline, Păduri aluvionare cu Alnus glutinosa și Fraxinus excelsior (Alno-Padion, Alnion incanae, Salicion albae).
La baza desemnării sitului se află mai multe specii protejate:
- plante (1): Marsilea quadrifolia
- amfibieni (1): buhai de baltă cu burta roșie (Bombina bombina)
- mamifere (2): castor (Castor fiber), vidră de râu (Lutra lutra)
- pești (2): avat (Aspius aspius), țipar (Misgurnus fossilis)
- reptile (1): țestoasa de baltă (Emys orbicularis)